# Synoicum haurakiensis
Synoicum haurakiensis is een zakpijpensoort uit de familie van de Polyclinidae. De wetenschappelijke naam van de soort is voor het eerst geldig gepubliceerd in 1951 door Brewin.